# Mimi Stillman
Mimi Stillman (* 11. Januar 1982 in Boston) ist eine US-amerikanische Flötistin.

## Werdegang
Stillman war zwölfjährig die jüngste Holzblasinstrumentalistin, die je am Curtis Institute of Music aufgenommen wurde. Sie studierte dort bei Julius Baker und Jeffrey Khaner und erlangte 1999 den Grad eines Bachelor of Music. Im gleichen Jahr gewann sie, wiederum als jüngste Holzbläserin, die Young Concert Artists International Auditions. Sie widmet sich besonders der zeitgenössischen Musik und spielte Ur- und Erstaufführungen von Werken Martin Amlins, Richard Danielpours, Daniel Dorffs, Jennifer Higdons, Lowell Liebermanns, Robert Maggios und Eugenio Toussaints. Als Solistin trat sie mit Orchestern unter der Leitung der Dirigentin Marin Alsop und der Dirigenten Christoph Eschenbach, Kurt Masur, André Previn, Simon Rattle, Wolfgang Sawallisch und David Zinman auf.
2005 gründete Stillman in Philadelphia das Dolce Suono Ensemble, dessen Leiterin sie ist. Das Ensemble vergab in sieben Jahren zwanzig Kompositionsaufträge u. a. an George Crumb, Shulamit Ran, Ned Rorem und Steven Stucky und erhielt Preise des National Endowment for the Arts und des Pew Center for Arts & Heritage. Mit dem Pianisten Charles Abramovic und dem Cellisten Yumi Kendall bildet sie das Dolce Suono Trio.
Nach ihrem Abschluss am Konservatorium studierte Stillman Geschichte und Musikwissenschaft an der University of Pennsylvania. Ihre Artikel zur Musik und Musikgeschichte erschienen u. a. in der Oxford Encyclopedia of the Modern World und der Musikzeitschrift The Flutist Quarterly. Eine Sammlung von Arrangements von Liedern Claude Debussys erschien unter dem Titel Nuits d’Étoiles: 8 Early Songs erschien bei der Theodore Presser Company. Als Musikpädagogin gab Stillman Workshops u. a. bei der National Flute Association und der Flute Society of Washington, am New England Conservatory, der Eastman School of Music und der University of California sowie Sommerkurse am Curtis Institute.